# Arnold Daghani
 (décembre 2018).
Si vous disposez d'ouvrages ou d'articles de référence ou si vous connaissez des sites web de qualité traitant du thème abordé ici, merci de compléter l'article en donnant les références utiles à sa vérifiabilité et en les liant à la section « Notes et références ».
Arnold Daghani, né Arnold Korn le 22 février 1909, à Suczawa en Bucovine (Empire austro-hongrois, aujourd'hui Suceava en Roumanie) et mort le 6 avril 1985, à Hove en Angleterre, est un artiste peintre.

## Biographie
Arnold Daghani naît en février 1909 de parents juifs germanophones.
Le 27 juin 1940, il épouse Anisoara Rabinovici à Bucarest.
Vivant à Czernowitz, les Daghani sont déportés le 7 juin 1942 vers la Transnistrie puis à Ladyjyn, près du fleuve Boug. Ils y ont été raflés le 18 août et conduits par la SS dans le camp de Mikhaïlovka en Ukraine. 
Les Daghani sont restés un an à Mikhaïlovka, puis sont parvenus à s'échapper avant la liquidation du camp par les nazis. Après la libération du ghetto de Berchad où ils ont trouvé refuge, les Daghani ont rejoint Bucarest, où ils sont restés de mars 1944 à décembre 1958.  
C'est là qu'Arnold Daghani réussit à publier, en 1947, son journal de camp, sous le titre Groapa este in livada de vişini (La tombe est dans la cerisaie).  
En décembre 1958, les Daghani obtiennent enfin l'autorisation de quitter la Roumanie. Ils ont ensuite vécu en Israël, en Suisse, en France et en Angleterre où Arnold est mort le 6 avril 1985, à Hove (près de Brighton), huit mois après sa femme.

## Publications

### Livres
- Arnold Daghani (trad. du roumain), La tombe est dans la cerisaie : Journal du camp de Mikhaïlovka (1942-1943), Paris, éditions Fario, coll. « Théodore Balmoral », novembre 2018, 232 p. (ISBN 979-10-91902-49-6, BNF 45636877) - Traduction de l'allemand et du roumain de Philippe Kellmer, revue, corrigée et annotée par Thierry Bouchard, préface de Marc Sagnol - Avant-propos de Philippe Kellmer - En annexe : Entretien entre Philippe Kellmer et Marc Sagnol.

## Sources

### Articles
- Article de Claude Mouchard sur La tombe est dans la cerisaie paru sur le site En attendant Nadeau : https://www.en-attendant-nadeau.fr/2019/01/29/fond-enfer-daghani/